# Zegar 12-godzinny
Zegar 12-godzinny – sposób zapisywania czasu, polegający na podzieleniu doby na dwie pory: przedpołudnie od północy do godziny 12:00 i popołudnie – po tej godzinie, do północy.
Stosowany powszechnie w krajach anglojęzycznych. Godziny przedpołudniowe odróżnia się od popołudniowych dodatkową informacją, zwykle w formie dwuliterowego skrótu:
- AM (także A.M. lub am lub a.m.) – z łac. ante meridiem – przed południem,
- PM (także P.M. lub pm lub p.m.) – z łac. post meridiem – po południu.